# Kistvaen

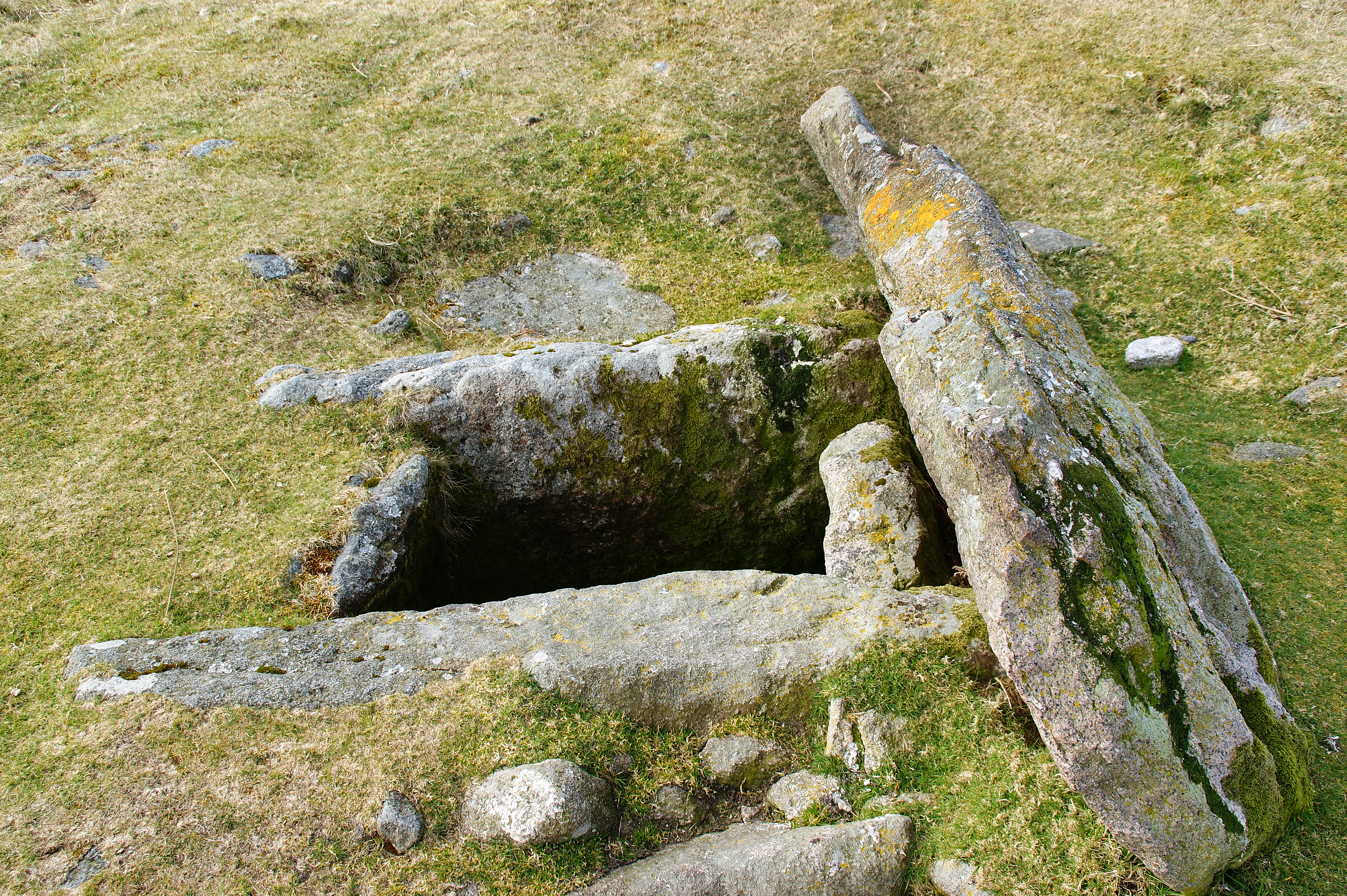
Kistvaen mostrando la piedra de cubrimiento y la estructura en cista (Dartmoor, Drizzlecombe).

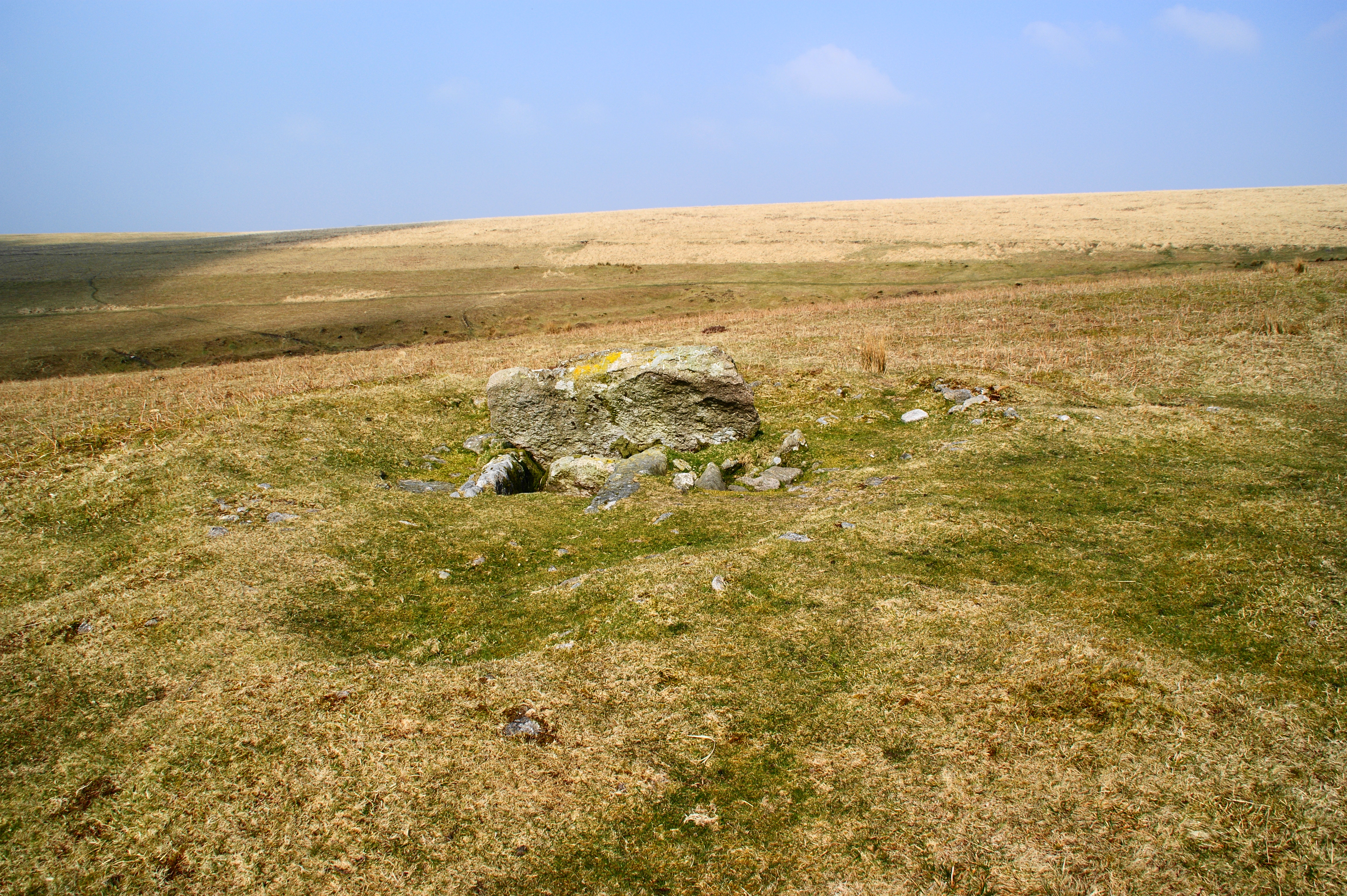
Kistvaen en el extremo sur de Dartmoor.

Un kistvaen o cistvaen es una tumba o tumba de cámara formada por losas de piedra plana en una forma similar a la de una caja. Si se encuentra completamente enterrada en el terreno, puede estar cubierta por un túmulo.

## Origen del término
La palabra se deriva, a su vez, de las palabras galesas cist (cofre) y maen (piedra). El término se originó en relación con las estructuras celtas, por lo general precristianas, pero en estudios de los anticuarios del siglo XIX y principios del XX se aplicó, a veces, a estructuras similares fuera del mundo celta.

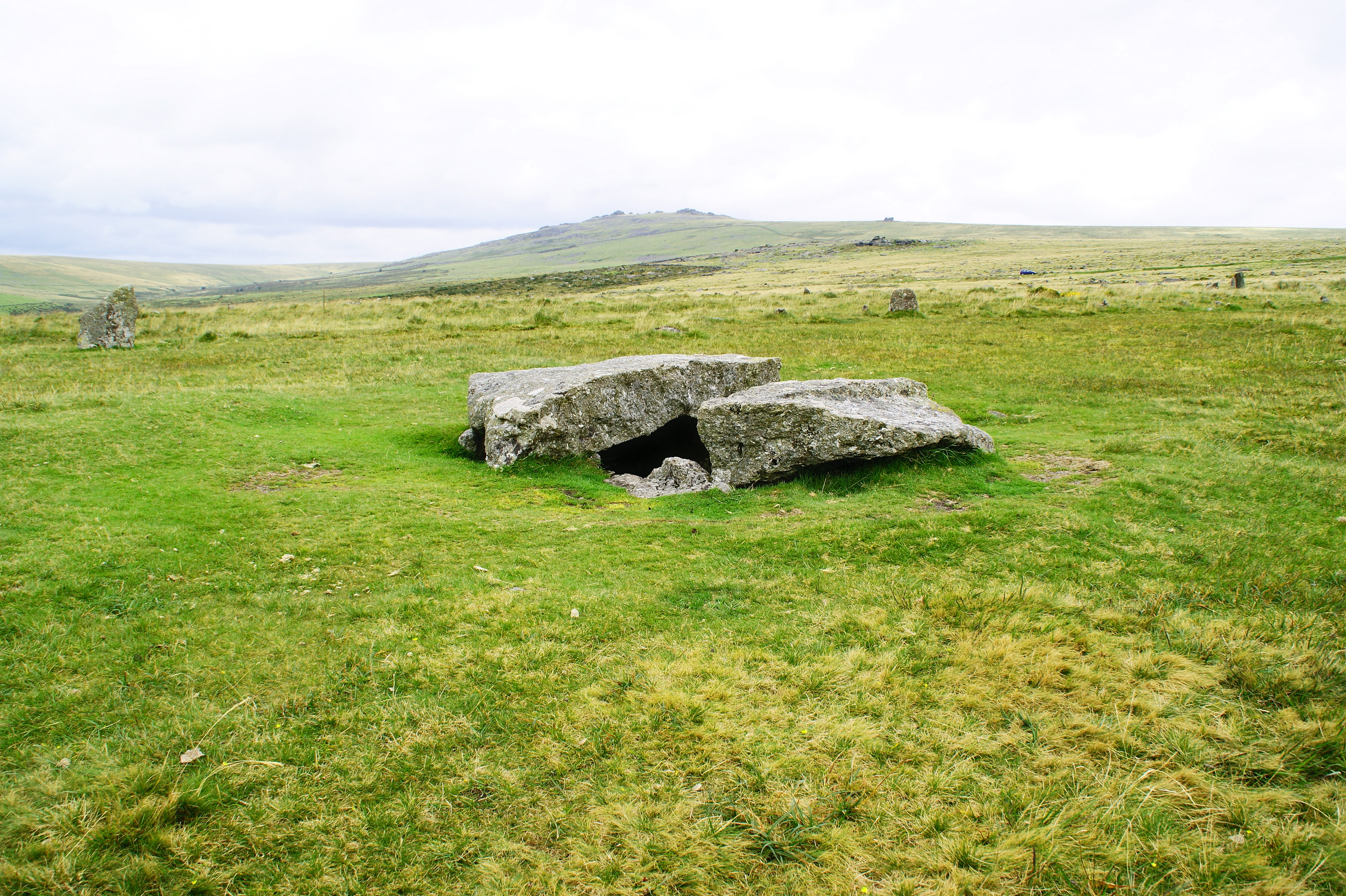
Kistvaen al sur del alineamiento de piedras en Merrivale, Dartmoor.

Restos de cimientos de losa, santuarios en hastial, o cella memoriae de origen mediterráneo, a veces fueron mal entendidos por estudiosos de épocas anteriores como kistvaen, lo que provoca el problema de la "imprecisa nomenclatura".

## Tipos de kistaven
Uno de los tipos más numerosos de kistvaen son los kistvaens Dartmoor. Estos a menudo toman la forma de pequeños pozos rectangulares de unos 3 pies (0,9 m) de largo por 2 pies (0,6 m)  de ancho. Los kistvaens estaban cubiertos, por lo general, con un montículo de tierra y rodeado por un círculo de pequeñas piedras. Cuando un cuerpo se colocaba en el kistvaen, se tendía, habitualmente, en una posición contraída (posición fetal). A veces, sin embargo, el cuerpo era incinerado y las cenizas colocadas en una urna cineraria que se alojaba en el kistvaen.

## Kiastvaens y los santos celtas
Los kistvaens también se encuentran asociados a los lugares santos o las sepulturas de los primeros santos celtas, que, a menudo, son semi-legendarios. Entre los santos relacionados con kistvaens se incluyen: Callwen hija de Brychan; Geraint; Begnet; y Melangell.